# Pietro Testa

Pietro Testa: Ein Selbstporträt um 1645 von ihm gezeichnet und radiert

Pietro Testa (* 1611 in Lucca in der Toskana; † im Frühjahr 1650 in Rom) war ein italienischer Maler, Zeichner, Radierer und Schriftsteller. Nach seiner Heimatstadt Lucca wurde er später manchmal auch Il Lucchesino genannt. Neben einer Reihe von Ölgemälden und Fresken schuf er viele Zeichnungen und Radierungen mit allegorischen, religiösen und mythologischen Themen. Sein Werk verrät einen eigenständigen Charakter und, dass er kein trockener Nachahmer der Manier eines einzigen Meisters gewesen ist. Dazu hat Pietro Testa intensiv über die Kunst nachgedacht und sich dabei viele Notizen (Düsseldorf Notebook) gemacht, Eingebungen, die er zweifellos später für eine Abhandlung verwenden wollte, was aber vom Schicksal nicht mehr zugelassen worden ist.

Venus und Aeneas, Radierung von Pietro Testa, um 1640

## Lebensabriss
Der Vater von Pietro Testa ist ein einfacher Händler gewesen. Seiner Neigung zum Zeichnen scheint Pietro schon recht früh gefolgt zu sein und einen ersten Unterricht bei Pietro Paolini (1603–1681) gehabt zu haben.
Um das Jahr 1628 herum ist Pietro Testa dann nach Rom gegangen und ein Schüler des Malers Domenichino (1581–1641) geworden. In Rom soll er im Laufe der Zeit dann beinahe alle vorhandenen antiken Relikte gezeichnet haben: Basreliefs, Statuen usw., deren Abbildungen er unter anderem für das sogenannte Papiermuseum (Museo Cataceo) des Gelehrten und Mäzen Cassiano Dal Pozzo (1588–1657) und für den Kunstsammler Marchese Giustiniani (1565–1637) schuf.

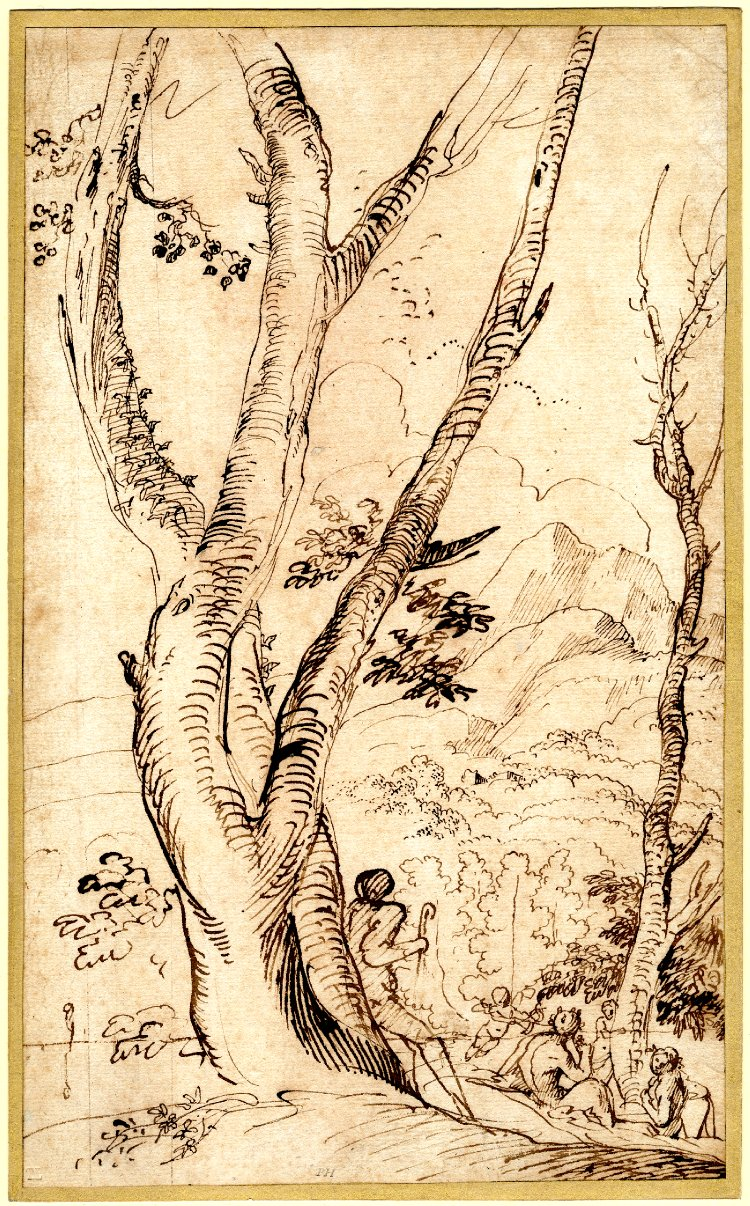
Landschaft mit Figuren, Zeichnung mit Feder in Braun (1626–1650)

Im Jahre 1631 verließ Domenichino Rom, um in Neapel zu arbeiten, und Pietro Testa kam in die Werkstatt des Malers und Architekten Pietro da Cortona (1596–1669). Der Fortgang seines ersten Lehrers muss ein schwerer Schlag für Testa gewesen sein. Zu Domenichino, eigentlich Domenico Zamperi, hat er ein ganz besonderes Verhältnis gehabt und sich sicherlich mit ihm verwandt gefühlt. In seinen Aufzeichnungen nennt er ihn einen Künstler, der nicht nur Bologna, sondern das ganze Jahrhundert erstrahlen lässt: che tutto questo secolo non che Bologna rende chiarissimo. – Das Verhältnis zu Cortona ist nicht so glücklich gewesen und hat wegen zu großer Differenzen wohl nur einige Monate gedauert.
Zwischendurch hat auch Pietro Testa Rom zweimal verlassen und ist 1632 und 1637 nach Lucca gegangen, um dort zu arbeiten. Während seines ersten Aufenthaltes wurde ihm vom Magistrat der Stadt ein Auftrag für die Herstellung von Fresken im Rathaus (Palazzo degli Anziani) erteilt. Da er noch keine große Erfahrung in dieser Technik (Anreißen und Malen auf frischem Putz) besaß, missglückten die Darstellungen etwas und stellten den Auftraggeber nicht zufrieden. Im Anbetracht seiner Jugend aber ist dieses Missgeschick verständlich und dass Pietro Testa diese bestimmt recht umfangreiche Arbeit angenommen und ausgeführt hat, lässt auf ein großes Selbstvertrauen schließen.

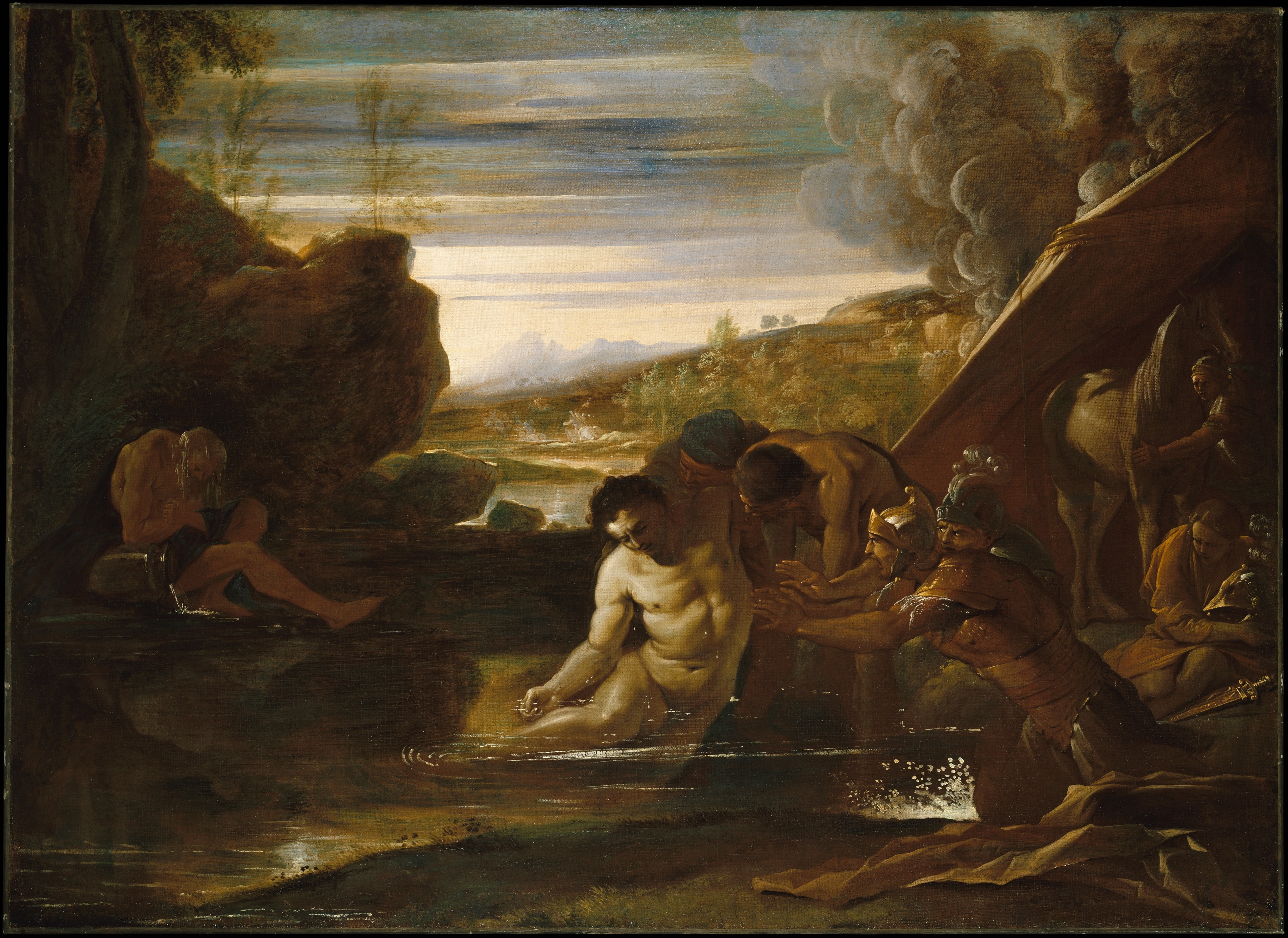
Alexander der Große, gerettet aus dem Fluss Cydnus, Öl auf Leinwand, 96,5 × 137,2 cm, Metropolitan Museum of Art, New York

In Rom hat Pietro Testa auch einige Bildnisse in Kirchen geschaffen, so z. B. ein Fresko in der kaiserlichen Kirche Santa Maria dell’Anima in der Kapelle am Eingang, das aber später entfernt worden ist; ein Altarbild und noch einige andere Arbeiten in der Kirche Santi Silvestro e Martino ai Monti und ein Altarbild in der Kirche Santa Croce e San Bonaventura dei Lucchesi rechts in der zweiten Kapelle, das Maria im Tempel zeigt. Dazu schuf er eine Reihe von Ölgemälden, aber hauptsächlich viele Zeichnungen und Radierungen. — Pietro Testa, zu dessen Freunden die Maler Pier Francesco Mola (1612–1666) und Nicolas Poussin (1594–1665) gehört haben, war ein tief veranlagter Mensch: Laut Passeri war er von einem edlen und erhabenen Genie und sehr zur Weltweisheit geneigt. Und so zeigen denn seine Bildnisse eine reiche Erfindungsgabe. Wenn er weniger materielle Sorgen gehabt hätte und mehr Muße, dann wären von ihm wahrscheinlich noch mehr Ölgemälde und weniger (schneller zu fertigende) Radierungen geschaffen worden. Im Großen und Ganzen, wenn im Einzelnen manchmal auch recht unterschiedlich und zuweilen recht grotesk (Nagler), ist Pietro Testas Werk mit viel Anerkennung und Bewunderung von den Kunsthistorikern aufgenommen worden. Beinahe übereinstimmend wird bemerkt, dass er in der Darstellung von Kindern unübertroffen gewesen sei, und da dies zu den großen Schwierigkeiten gezählt wird, kann es als ein Beleg für die hohe Kunst dieses Mannes gelten.
Das Leben von Pietro Testa endete tragisch: Er ertrank im Frühjahr 1650 im Tiber nahe der Via della Lungara im Stadtteil Trastevere in Rom.

## Bildergalerie

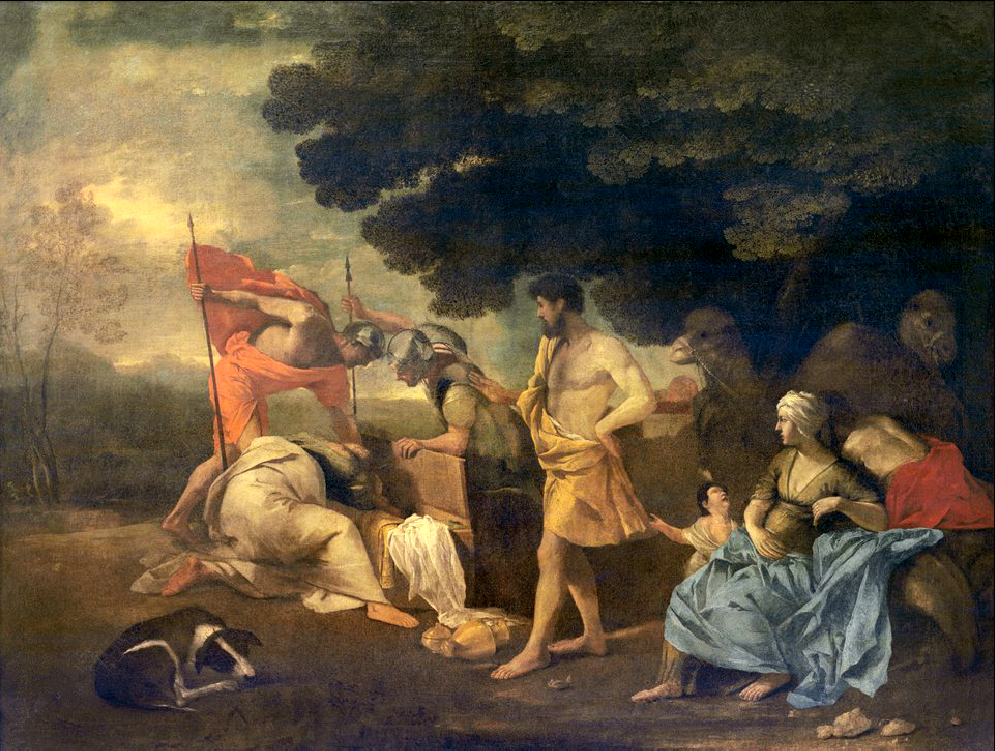
Rahel versteckt die Götzenbilder vor Laban, um 1630, Öl auf Leinwand, Bildergalerie von Sanssouci, Potsdam
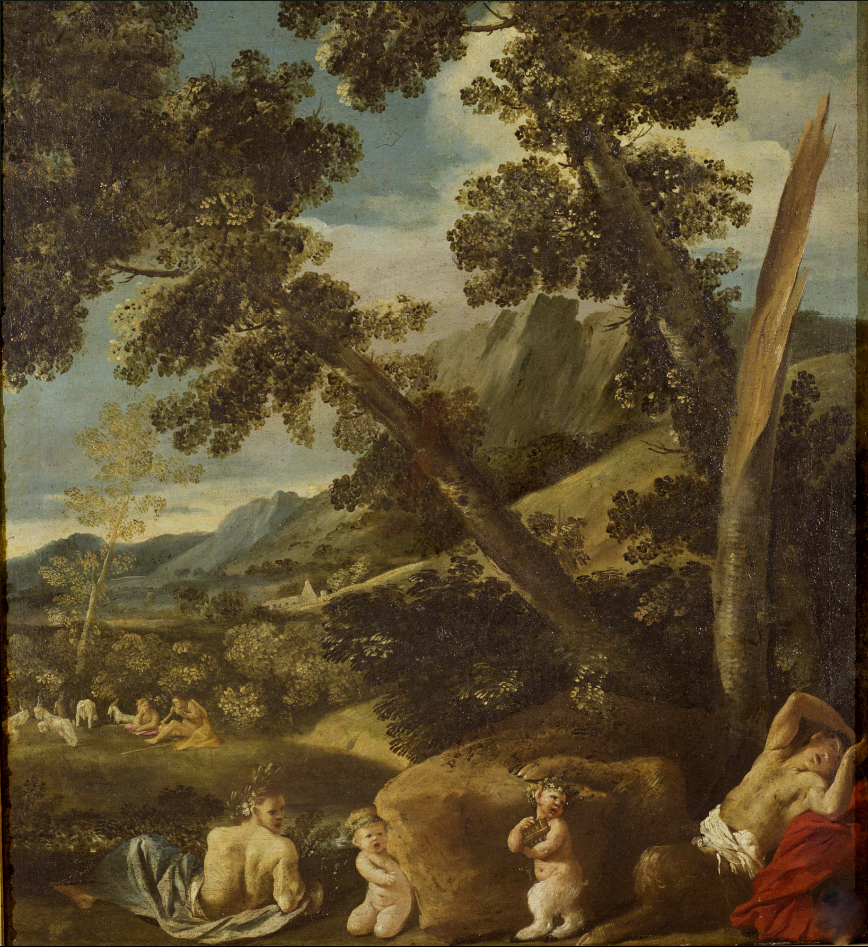
Landschaft mit Satyrn, um 1630, Öl auf Leinwand, 73 × 58 cm, Galleria Corsini, Rom
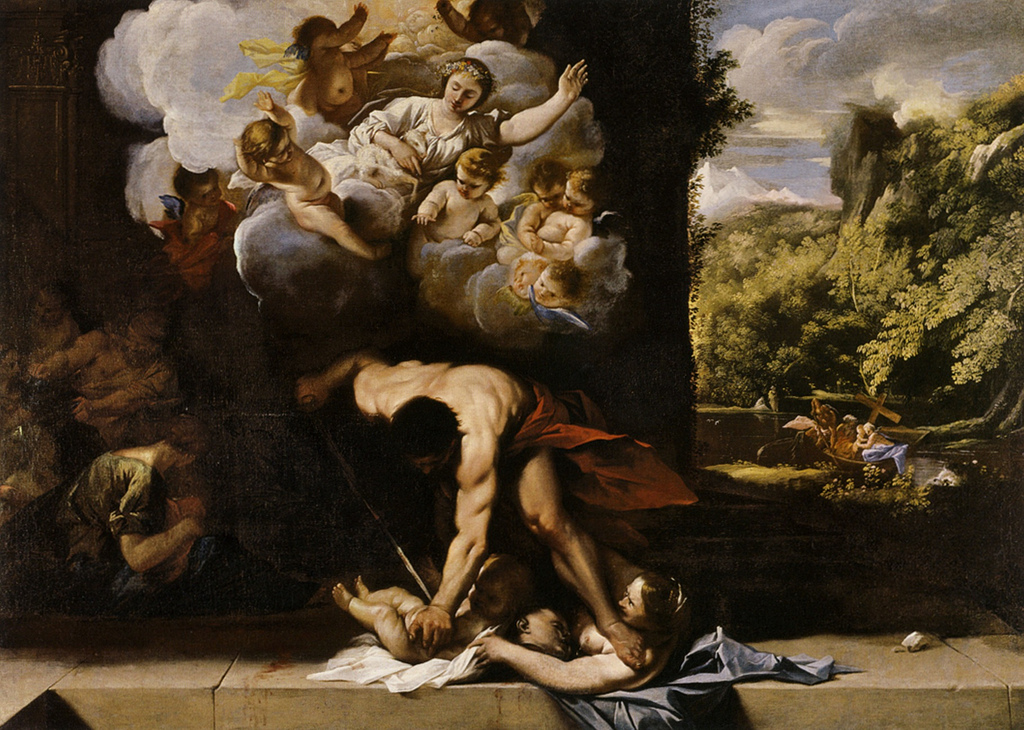
Allegorie des Bethlehemitischen Kindermords, Öl auf Leinwand, 123,5 × 173,5 cm, Galleria Spada, Rom
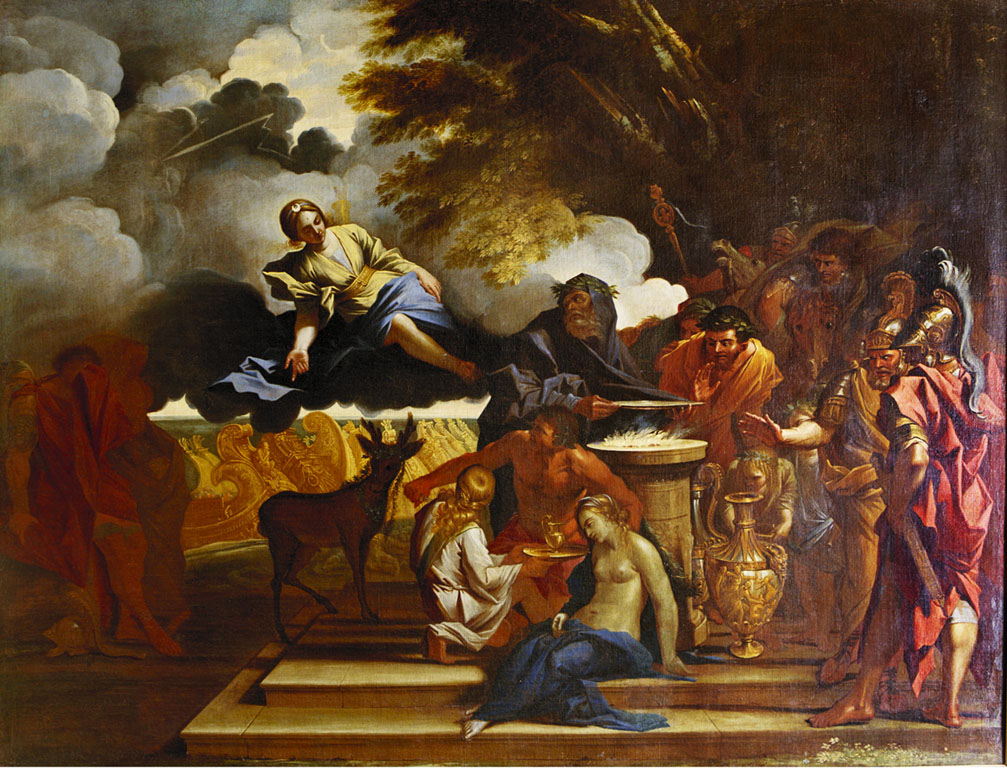
Opfer der Iphigenie, um 1640, Galleria Spada, Rom
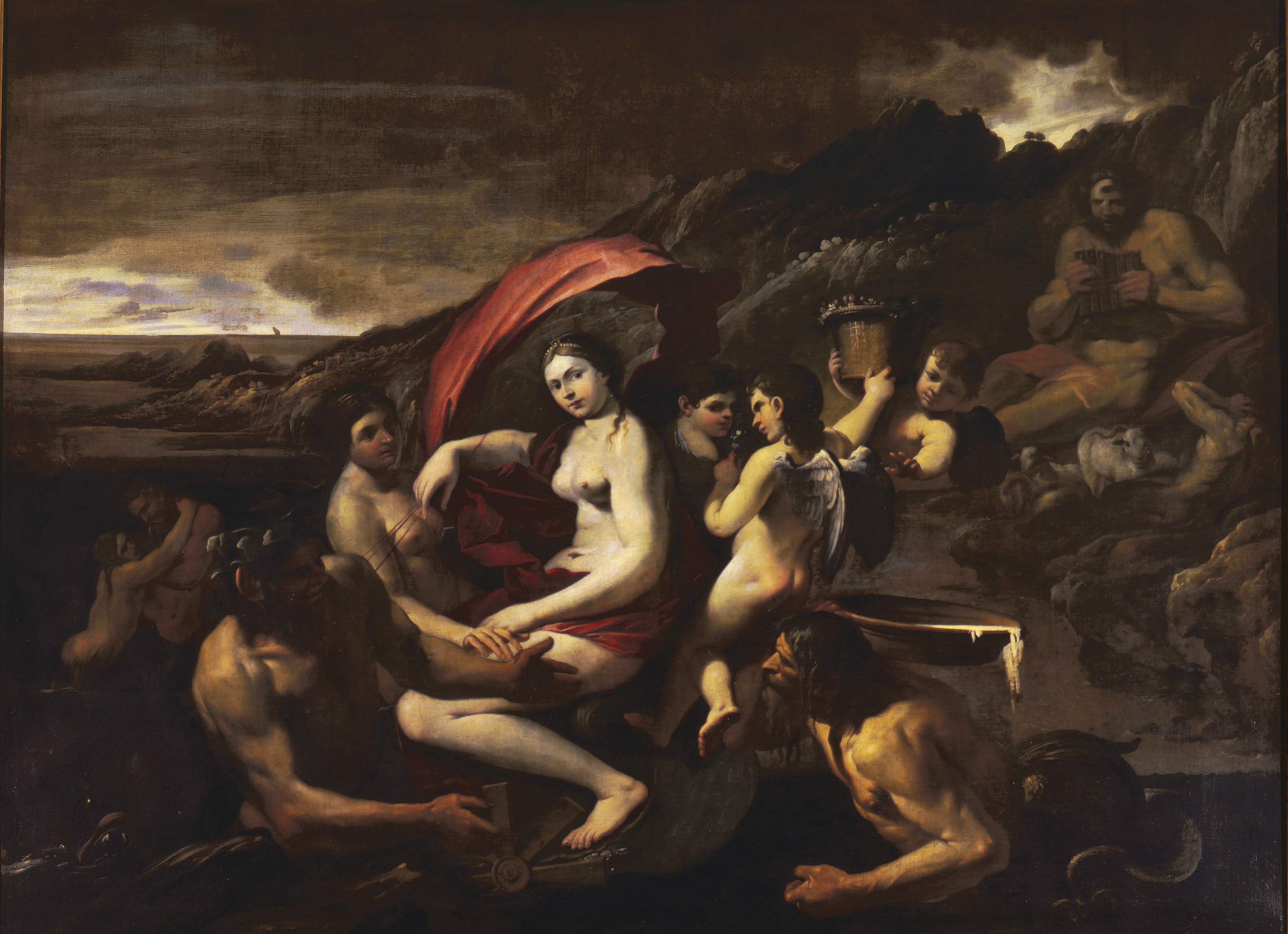
Triumph der Galatea, 1637 (?), Öl auf Leinwand, Palazzo Mansi, Lucca
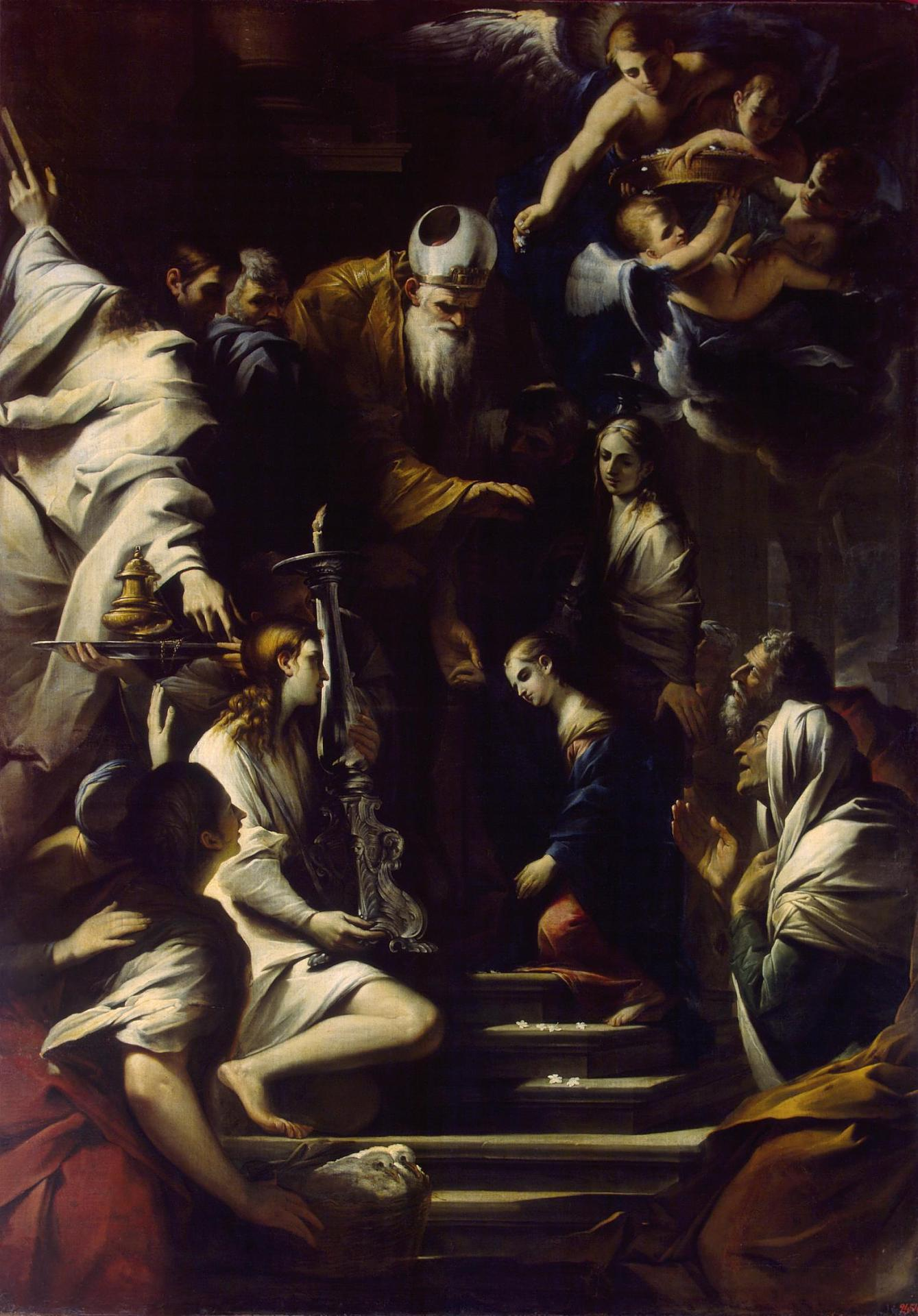
Tempelgang Mariä, 1641–43, Öl auf Leinwand, 323 × 226 cm, Eremitage, St. Petersburg

## Literatur

Der Weg der Vernunft, Radierung von Pietro Testa, um 1645